# Anachis fenestrata
Anachis fenestrata is een slakkensoort uit de familie van de Columbellidae. De wetenschappelijke naam van de soort is voor het eerst geldig gepubliceerd in 1910 door Verco.